# Sergueï Viktorovitch Ivanenko
Pour l’article homonyme, voir Ivanenko.
Sergeï Viktorovitch Ivanenko, né 12 janvier 1959 à Zestafoni en RSS de Géorgie, URSS et mort le 4 septembre 2024, est un homme politique soviétique, puis russe, appartenant au courant démocratique et libéral. Il est membre du comité politique fédéral et vice président du parti Iabloko,. 
Il est premier Vice-président du Parti « Iabloko » entre 2004 et 2008, et chef adjoint de la faction « Iabloko » à la Douma entre 1995 et 2003.
Ivanenko est député de la Douma de 1993 à 2003.

## Biographie
Sergueï Ivanenko est né le 12 janvier 1959 à Zestafoni, en RSS de Géorgie. Il est ukrainien d'origine.    
De 1976 à 1981 il étudie à la Faculté d'économie de l'université d'État de Moscou.
De 1981 à 1984, il est étudiant de troisième cycle au département d'économie politique de cette même faculté, puis assistant de recherche et maître de conférence entre 1985 et 1990.   
Entre 1990 et 1991, Ivanenko est  employé en tant que spécialiste à la Commission d'État du Conseil des ministres de l'URSS pour les questions de réforme économique.   
Entre 1991 et 1992, il exerce la fonction de chercheur scientifique en chef au Centre de recherches économiques et politiques.   
De 1993 à 2003, Ivanenko est député de la Douma. Lors de son troisième mandat, il est membre du Comité de la Douma pour la politique d'information et premier vice-président de la fraction Iabloko, chargé des questions organisationnelles. Pendant cette période il rédige ou co-rédige plus de 80 projets de lois pour la défense des droits et libertés des citoyens.   
Il est vice-président de la fédération russe d'échecs entre 2003 et 2007.   
Ivanenko est vice-président du parti Iabloko de 1996 à 2000, de 2001 à 2004 et depuis 2015.   
Docteur en sciences économiques, Sergueï Ivanenko est l'auteur de près de 30 travaux scientifiques publiés.

## Prises de position
Sergueï Ivanenko a exprimé publiquement à plusieurs reprises son opposition à l'annexion de la Crimée, qu'il juge illégale. Dans une interview accordée à la radio « Svoboda » en décembre 2014, il a notamment critiqué la politique étrangère russe envers l'Ukraine et qualifié l'annexion de la Crimée de « très grave erreur politique », et déclaré « la Crimée n'est pas à nous ».